# Tournay-sur-Odon
Tournay-sur-Odon é uma ex-comuna francesa na região administrativa da Normandia, no departamento de Calvados. Estendeu-se por uma área de 6,92 km². Em 2010 a comuna tinha 365 habitantes (densidade: 52,7 hab./km²).
Em 1 de janeiro de 2017 foi fundida com as comunas de Noyers-Missy e Le Locheur para a criação da nova comuna de Val d'Arry.